# Рачица (Узденский район)
Рачица (бел. Рачы́ца) — деревня в Узденском районе Минской области Белоруссии. В составе Слободского сельсовета.

## География
Расположена на границе с Копыльским районом.
Ближайшие населённые пункты Адринищи, Новосады и др.
Рядом река Лоша.

## История
До 2013 года деревня входила в состав Каменковского сельсовета.

## Население
- 1999 год — 26 жителей (перепись населения)
- 2009 год — 9 жителей (перепись населения)[3]

## Достопримечательности
- Памятник погибшим воинам и партизанам[4]